# Norah Neilson Gray
Norah Neilson Gray (16 de junio de 1882 - 27 de mayo de 1931) fue una artista escocesa de la Escuela de Glasgow.Expuso por primera vez en la Royal Academy cuando aún era estudiante y luego exhibió sus obras regularmente en el Salón de París y en la Royal Academy of Scotland. Fue miembro de The Glasgow Girls cuyas pinturas se exhibieron en Kirkcudbright durante julio y agosto de 2010.

## Biografía
Gray nació en Carisbrook en West King Street en Helensburgh en 1882 de Norah Neilson, que era de una familia de subastadores de Falkirk, y George Gray, un armador de Glasgow. Su educación comenzó en casa con clases privadas de dos profesores de arte locales, Misses Park y Ross, en un estudio en Craigendoran, en las afueras de Helensburgh. Gray y su familia se trasladaron a Glasgow en 1901 para que ella pudiera ir a la Escuela de Arte de Glasgow hasta 1906. Se formó con el belga Jean Delville y Fra Newbery. En 1905, cuando aún era estudiante, Gray consiguió que el retrato de su hermana Gerty se exhibiera en la Royal Academy de Londres. Enseñó dibujo de moda en la escuela desde 1906.
Gray también enseñó en la escuela St Columba's School, Kilmacolm, que en ese momento era una escuela para niñas. Se decía la llamaban "Purple Patch", debido a su insistencia en que los colores se podían ver en las sombras si se miraba correctamente. En 1910, Gray exponía regularmente retratos en la Real Academia, el Instituto Real de Bellas Artes de Glasgow y en el Salón de París. Tenía su propio estudio en Bath Street en Glasgow y realizó su primera exposición individual en la Galería Warneuke de Glasgow.
En 1914, Gray fue admitida como miembro de la Real Sociedad Escocesa de Pintores en Acuarela e ilustró un volumen de obras de Wordsworth. Gray adoptó una técnica puntillista para su pintura de 1914, The Missing Trawler, ahora en la colección de la Galería de Arte y Museo Kelvingrove.

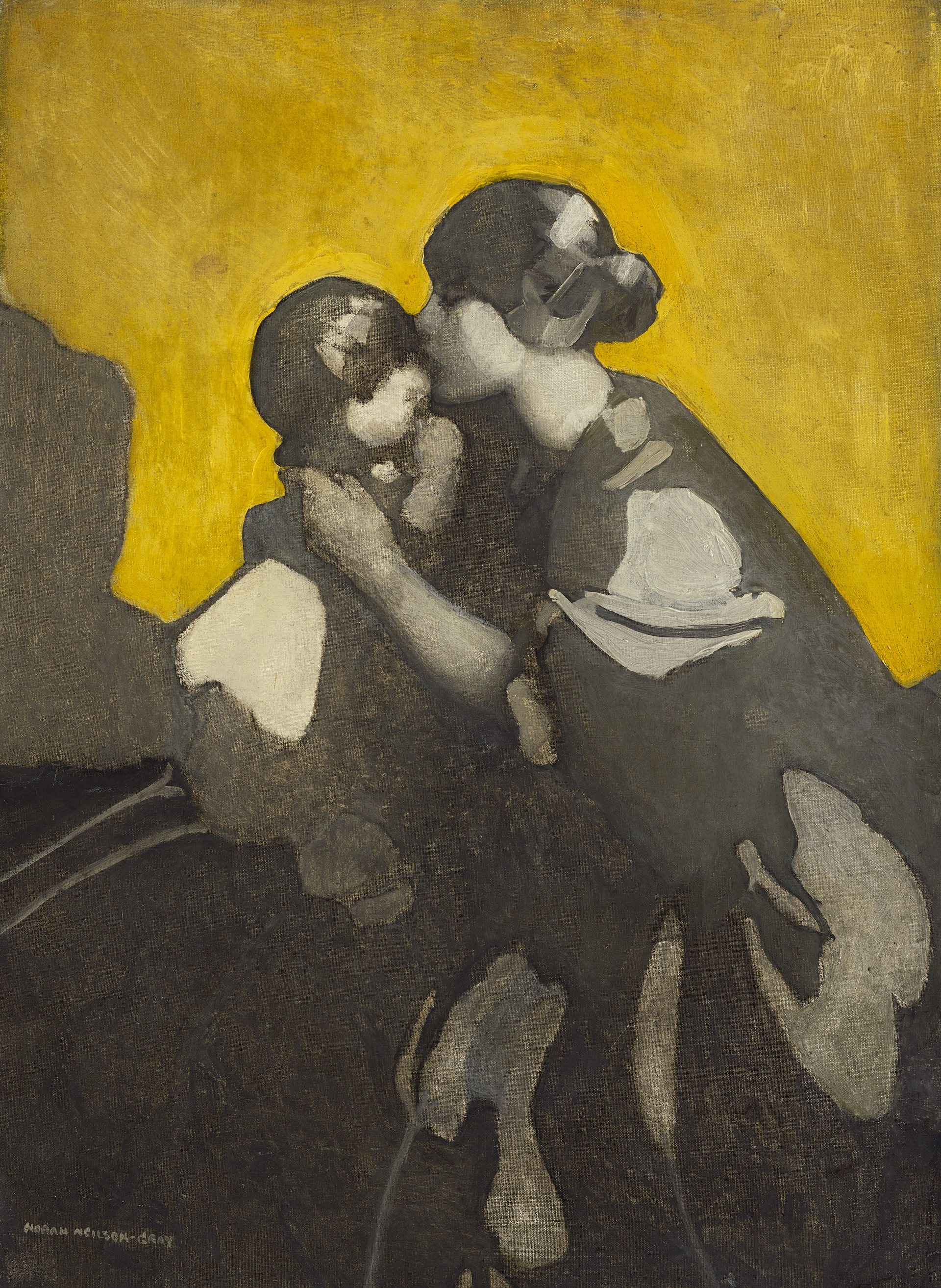
Imagen del cuadro de Norah Neilson Gray, titulado Madre e hijo

## Primera Guerra Mundial

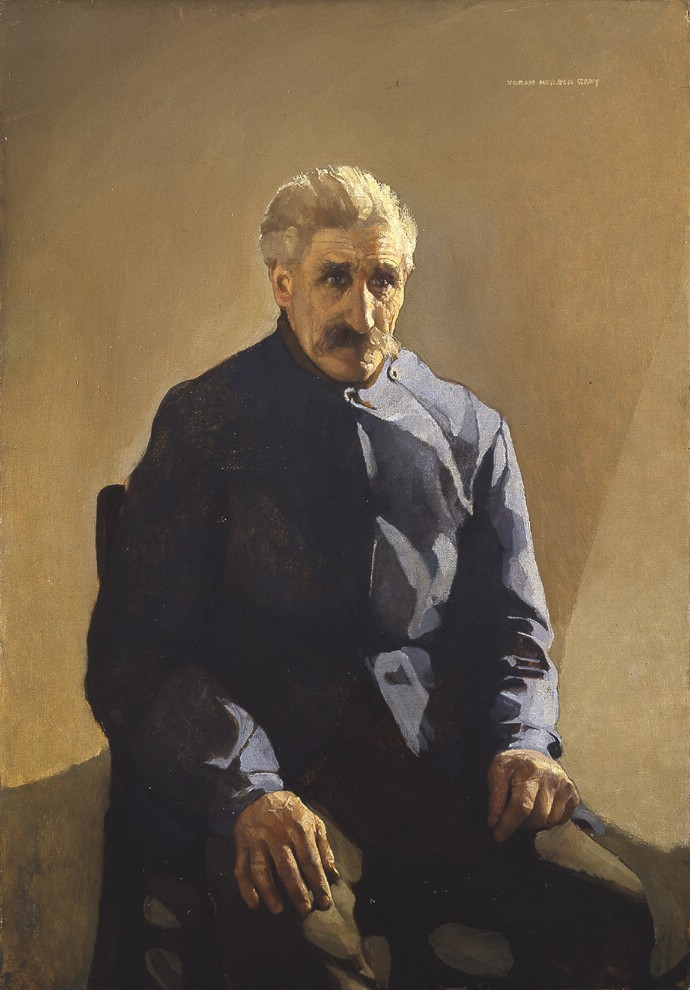
Belga en el exilio

Durante la Primera Guerra Mundial, Gray realizó algunos de sus trabajos más notables. The Country’s Charge, de 1915, representa a una mujer y a un niño envueltos en un chal. La pintura se exhibió en la Royal Academy, se vendió en beneficio de la Cruz Roja y posteriormente fue donada al Royal Free Hospital. Su cuadro Belga en el exilio, terminado en 1915, muestra a un refugiado belga de Lieja que había huido a Escocia después de que su país fuera invadido. La pintura se expuso en Glasgow en 1916, en la Real Academia en 1917 y en el Salón de París en 1921, donde recibió la medalla de bronce.
Durante la guerra, Gray prestó servicios como enfermera voluntaria en los hospitales de mujeres de Escocia y fue enviada a Francia, donde también tuvo tiempo para pintar y dibujar. Propusieron al Museo Imperial de la Guerra quedarse con un cuadro de esa época, Hôpital Auxilaire de 1918, pero el Subcomité de Trabajo de Mujeres del Museo se negó a aceptarlo, pidiendo en su lugar un cuadro que retrataba a una doctora. Hôpital Auxilaire 1918 muestra la abovedada Royaumont Abbaye del siglo XIII, cerca de París, donde las mujeres habían organizado un hospital para tratar a las víctimas de la guerra. El hospital contaba con personal de los hospitales de mujeres escoceses, bajo la dirección de la Cruz Roja Francesa. Otra pintura de Royaumont Abbaye, titulada El hospital de mujeres escocesas en el claustro de la Abbaye en Royaumont. Dr. Frances Ivens inspeccionando a un paciente francés, fue aceptado por el Museo Imperial de la Guerra en 1920.
Después de la Primera Guerra Mundial, Gray volvió a su trabajo como retratista, pintando principalmente a mujeres jóvenes y niños. En 1923, Gray ganó la medalla de plata en el Salón de París por su cuadro Le Jeune Fille. Gray fue elegida como la primera mujer en unirse al influyente comité de pinturas en exhibición del Instituto Real de Bellas Artes de Glasgow.
El 27 de mayo de 1931, Gray murió de cáncer en Glasgow el 27 de mayo de 1931, con 48 años de edad.

## Legado
Es posible admirar pinturas de Gray en varias colecciones nacionales. De junio a agosto de 2010 se realizó una exposición de las Glasgow Girls que, junto con los niños, formaban la Glasgow School. Las pinturas de Gray se incluyeron en la exposición que organizó el Ayuntamiento de Kirkcudbright. El cuadro Little Brother se exhibe en la Kelvingrove Art Gallery. En 1978, su hermana Tina legó el Hôpital Auxilaire 1918 a Helensburgh con la condición de que se encontrara un lugar permanente en el que exponerlo. El cuadro se encuentra en la biblioteca de la ciudad.

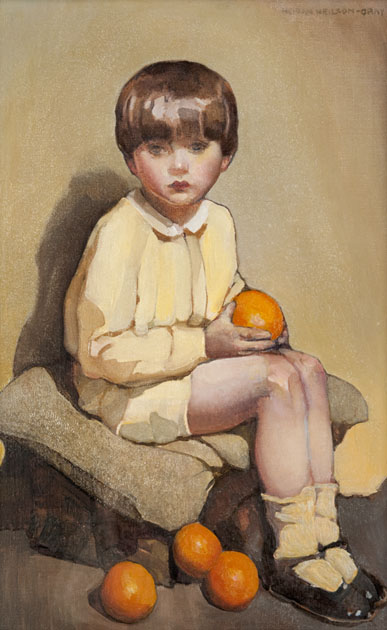
Niño con naranjas